# 도노에정
도노에정(外江町)은 돗토리현 아이미군·사이하쿠군에 있던 정이다. 현재의 요나고시 도노에정에 해당한다.